# Verbandsgemeinde An der Finne
In de Verbandsgemeinde An der Finne werken zeven gemeenten uit de Landkreis Burgenlandkreis samen ter vervulling van de gemeentelijke taken. Juridisch gezien behouden de deelnemende gemeenten hun zelfstandigheid.

## Deelnemende gemeenten
Deelnemende gemeente met bijbehorende Ortsteile zijn:
- An der Poststraße (1.688) met Braunsroda, Burgheßler, Frankroda, Gößnitz, Herrengosserstedt, Klosterhäseler, Pleismar, Schimmel en Wischroda
- Bad Bibra, Stad * (2.654) met Altenroda, Bergwinkel, Birkigt, Golzen, Kalbitz, Krawinkel, Steinbach, Thalwinkel, Wallroda en Wippach
- Eckartsberga, Stad (2.322) met Burgholzhausen, Funkturmsiedlung, Lindenberg, Lißdorf, Marienthal, Mallendorf, Millingsdorf, Niederholzhausen, Seena, Thüßdorf en Tromsdorf
- Finne (1.143) met Billroda, Lossa en Tauhardt
- Finneland (1.054) met Bernsdorf, Borgau, Kahlwinkel, Marienroda, Saubach en Steinburg
- Kaiserpfalz (1.540) met Allerstedt, Bucha, Memleben, Wendelstein, Wohlmirstedt en Zeisdorf
- Lanitz-Hassel-Tal (1.051) met Benndorf, Gernstedt, Hohndorf, Möllern, Niedermöllern, Obermöllern, Pomnitz, Poppel, Rehehausen, Spielberg, Taugwitz en Zäckwar